# Миливоје Мића Марковић
Миливоје Мића Марковић (Загреб, 20. март 1939 — Београд, 5. јул 2017) био је српски композитор. Истакао се као аутор музике за телевизијску серију Отписани.

## Биографија
Миливоје Мића Марковић рођен је 20. марта 1939. у Загребу, а гимназију и Музичку школу "Фрањо Кухац" похађао је у Осијеку.
У Београд долази 1957. године и након положене аудиције постаје члан Удружења џез музичара Београда. Уписао је студије права и паралелно наставио школовање у музичкој школи Јосип Славенски где је 1959. године дипломирао. Предводио је Биг бенд у Београду. Био је музички уредник на Телевизији Београд, а током рада на телевизији био је и аутор и водитељ низа емисија, међу којима је најзанимљивија сарадња са Мићом Орловићем као коаутором бројних квизова.
Године 1972. године написао је музику за филм и ТВ серију Отписани. Музика је снимљена на миксети која је ручно прављена и имала је керамичке цеви.
Заједно са Стјепком Гутом основао је Марковић-Гут секстет са којим је наступао на европским џез фестивалима и снимили пет самосталних ЛП-ја. Са Милошем Петровићем оснива "M&P South Quartet“", етно-џез оријентације, који је снимио два ЦД-а. Аутор је плана и програма наставе за џез кларинет и саксофон, објављен у Просветном гласнику Републике Србије. Држао је класу саксофона и кларинета на Музичкој школи "Станковић" у Београду. Током каријере стекао је више награда и признања, међу њима је награда за животно дело Нишвила.
Био је ожењен певачицом Радмилом Микић.